# Constantin Marin (dirijor)
Constantin Marin (n. 27 februarie 1925, Urleta, România – d. 1 ianuarie 2011, București, România) a fost un muzician, compozitor și dirijor de ansamblu coral român, fondator, dirijor și director pe viață al Corului Național de Cameră Madrigal 47 de ani, între 1963 și 2011. A fost un specialist renumit în muzica renascentistă, cântul gregorian și baroc, precum și muzica tradițională românească. Activitatea sa a fost apreciată entuziast de critici muzicali din întreaga lume, fiind distins cu numeroase premii și distincții interne și internaționale.
Uneori numele său a fost scris Marin Constantin (Marin este numele său de familie).
Și fiul său, Ion Marin, a devenit tot dirijor (austriac).

## Studii
A absolvit Facultatea de Pedagogie Muzicală (secția Dirijat Coral) a Conservatorului de Muzică din București (1944-1949) studiind cu Ioan D. Chirescu (teorie-solfegiu), Mihail Jora (armonie), Vasile Popovici (istoria muzicii), Florin Eftimescu (pian), Ștefan Popescu (cor), Teodora Stroescu (canto) și Facultatea de Pedagogie, Psihologie și Filozofie a Universității din București (1945-1949), sub îndrumarea profesorilor G.G. Antonescu, Mircea Florian, Dimitrie Gusti, Mihail Ralea, Tudor Vianu.
În 1985 a obținut titlul de doctor în muzicologie la Academia de Muzica Gh. Dima din Cluj-Napoca, sub conducător de doctorat, compozitorul și muzicianul Sigismund Toduță.
În 1994, a fost numit Doctor Honoris Causa la Academia de Muzica Gh. Dima. 

## Activitate

Bustul lui Marin Constantin la mormântul său din Cimitirul Evanghelic Lutheran din București

Dirijor si compozitor, Constantin Marin a fondat  Corul Madrigal în 1963  (www.madrigal.ro), fiind un specialist renumit în muzica renascentistă, cântul gregorian și baroc precum și muzica tradițională românească. 
Înainte de a crea Corul National de Camera "Madrigal," (www.madrigal.ro),Marin Constantin s-a dedicat muzicii, debutând ca dirijor de coruri studențești și de amatori precum Corul Universității și Corul Sindicatului Învățământ din București (1949-1951). A fost asistent la Facultatea de Filosofie din București (1948-1952). Din 1954 a fost șeful sectorului muzical în Casa Centrală a Creației Populare (1954-1955), director general, dirijor al Ansamblului UTC din România (1951-1974), director adjunct al Direcției muzicii din Ministerul Culturii (1960-1965), apoi profesor la catedra de dirijat de cor la Conservator (din 1960, iar în ultimii ani profesor consultant). Între 1966-1969 a fost directorul general al Operei Române.
Maestrul Constantin Marin a fost membru al Uniunii Compozitorilor (din 1956), fiind autorul multor piese corale.
A fost fondator al Corului Universității din București (1948), a Capelei Corale "Gheorghe Cucu" (1958) și al Corului Național de Cameră Madrigal (1963).
Din 1963 până la moarte, Marin Constantin a fost dirijor și director pe viață al Corului Național de cameră Madrigal. Din 7 iulie 1963, când a avut loc primul concert la Brașov, a fost dirijorul, fondatorul și directorul Corului „Madrigal” al Conservatorului București, un ansamblu de excepție, care s-a făcut cunoscut prin numeroase turnee întreprinse de-a lungul anilor în toată lumea. Cu Corul Madrigal a  susținut peste 4000 de concerte în țară și în lume, în festivaluri: George Enescu (România), Bordeaux (Franța), Viena (Austria), Handel (Germania), UNICEF (Franța), Toamna Varșoviană (Polonia, Anul Marcian (Veneția, Italia), Primăvara la Praga (Cehia), Musica Antiqua Europae Orientalis (Polonia, Ohridsko Leto și Belef (Belgrad), Olanda etc. Palmaresul Corului National de Camera Madrigal se identifica cu cel al dirijorului sau, Marin Constantin, și întreaga activitate de 47 de ani este mereu împreună. (www.marinconstantin.org).Marin Constantin și corala sa, Madrigal, au prezentat muzica corala românească, tradițională și contemporană, pe cele mai mari scene ale lumii, la Carnagie Hall, în 1969, la sediul Națiunilor Unite (www.uno.org), Mla Basilica San Marco din Veneția în 1994 invitați în An Marcian de Vatican, la Pantheon, de Ziua Națională a României, în 1996, și în săli de spectacole și aule universitare din mai toate țările europene, Japonia, Statele Unite. Câteva filme ale Televiziunii Române documentează câteva turnee, cel mai cunoscut este Madrigal pentru Japonia, realizat de Iosif Sava și Viorel Sergovici în 1991(https://www.youtube.com/watch?v=DpI8WwGYYfg). 

## Discografie
În 1969 a înregistrat cu Corul Madrigal primul disc de Colinde, la Electrecord, disc care a fost prezentat numai pentru export, ți a fost ascultat în România doar începând din decembrie 1989, în timpul revoluției. Colindele Madrigalului lui Marin Constantin au devenit legendare ți au făcut parte din istoria lui Marin Constantin și a corului său Madrigal, așa cum atesta Mitropolitul Clujului, Bartolomeu Anania.  
În 1985 a creat și înregistrat zece discuri sub titlul „Arta construcției și interpretării corale” reprezentând teoria sa, psihotehnica, pentru dirijat coral. Cele zece discuri sunt prezentate de Marin Constantin și exemplificările realizate de Corul Madrigal sub conducerea sa, și sunt reeditate de Electrecord în 1995.      
Discografia lui Marin Constantin și a Corului Madrigal sub conducerea sa este enormă: 40 de CD-uri și înregistrări cu Corul Madrigal, dintre care majoritatea promovând muzica românească tradițională și contemporan.

## Filmografie
A fost subiectul filmului Cântecele Renașterii, de Mirel Ilieșiu care a obținut Palme D'Or în 1969 la Cannes.   
A participat împreună cu Corul Madrigal în peste 36 de filme artistice, documentare și de televiziune atât în România cât și în alte țări.  

## Premii și distincții
Contribuția în domeniul muzicii corale, ca dirijor și compozitor, i-a fost recunoscută prin premii și distincții: premii la Concursul internațional al Festivalului Mondial al Tineretului (București -1953, Moscova -1957, Viena -1959), Premiul Criticii Muzicale Germane (Germania, 1971), „Il Sagitario d'Oro” (Italia, 1976), Diploma de onoare și Premiul „Grand Due Adolf” (Luxembourg, 1979), Premiul excepțional A.T.M. (1983) pentru tratatul „Arta construcției și interpretării corale” (1983), titlul de „Goodwill Ambasador UNESCO'” (1992), titlul „Omul Internațional al Anului” (1990, 1992, 1994), titlul de „Doctor Honoris Causa” al Academiei de Muzică „Gh. Dima” din Cluj-Napoca (1994), „Crucea Patriarhală a Sf. Sinod” din România (2000), Ordinul Național „Serviciul Credincios” în grad de Mare Ofițer (2000), Premiul pentru „Vocația măiestriei artistice”, oferit de Fundația Balcanii și Europa (2006). Pentru întreaga activitate este menționat în prestigiosul „The New Grove Dictionary of Music and Musicians”.
În 1996 a primit titlul de cetățean de onoare al municipiului Câmpina.

### Decorații
- Medalia Muncii (13 octombrie 1953) pentru contribuția sa la „munca de pregătire și desfășurare a celui de-al IV-lea Festival Mondial al Tineretului și Studenților pentru Pace și Prietenie⁠(d)”[2]
- titlul de Artist Emerit al Republicii Populare Romîne (21 decembrie 1956) „pentru merite deosebite în muncă, cu prilejul celei de a 10-a aniversări a Ansamblului Artistic al Uniunii Tineretului Muncitor”[3]
- Ordinul Muncii clasa a II-a (21 decembrie 1956) „pentru merite deosebite în muncă, cu prilejul celei de a 10-a aniversări a Ansamblului Artistic al Uniunii Tineretului Muncitor”[3]
- Ordinul „23 August” clasa a V-a (10 august 1964) „pentru merite deosebite în opera de construire a socialismului, cu prilejul celei de a XX-a aniversări a eliberării patriei”[4]
- Ordinul „Steaua Republicii Populare Române” clasa a IV-a (10 iulie 1965) „pentru merite deosebite în realizarea sarcinilor prevăzute în Directivele celui de al III-lea Congres al Partidului Muncitoresc Român”[5]
- Ordinul „Meritul Cultural” clasa a II-a (14 decembrie 1966) „pentru merite deosebite în activitatea desfășurată în cadrul Ansamblului artistic al Uniunii Tineretului Comunist, cu prilejul aniversării a 20 de ani de la înființarea acestuia”[6]
- Ordinul „Steaua Republicii Socialiste România” clasa a III-a (20 aprilie 1971) „pentru merite deosebite în opera de construire a socialismului, cu prilejul aniversării a 50 de ani de la constituirea Partidului Comunist Român”[7]
- Ordinul „Meritul Cultural” clasa I (21 august 1979) „pentru contribuția deosebită adusă la înfăptuirea politicii Partidului Comunist Român de făurire a societății socialiste multilateral dezvoltate în patria noastră, cu prilejul celei de-a 35-a aniversări a revoluției de eliberare socială și națională, antifascistă și antiimperialistă”[8]

## Creația muzicală/artistica
- A fost cel mai semnificativ promotor al muzicii românești contemporane, colaborând cu cei mai importanți compozitori români contemporani: Myriam Marbe, Irina Odagescu; Șerban Nichifor; Cornel Țăranu; Sorin Vulcu; Corneliu Cezar; Dinu Petrescu; Dan Buciu; Mihai Moldovan; Gheorghe Bazavan; Alexandru Pascanu; Pascal Bentoiu, Anatol Vieru; Stefan Niculescu; toți oferind lucrări cu dedicație pentru Marin Constantin și Corul Madrigal. Cele mai multe lucrări s-au cântat în prima audiție la Festivalurile George Enescu (www.enescu.ro) din 1964 până în 2009.,
- Compoziții: Majoritatea compozițiilor se împart în trei categorii: coruri patriotice, coruri de copii, și coruri mixte reflectând tradițiile românești. Colecțiile de compoziții sunt cuprinse în special în colecția CORURI. București, Edit. Muzicală, 1987 (Cuprinde: a). CORURI PENTRU COPII: TOȚI COPIII ROMÂNIEI; CĂLĂUZA NOASTRĂ; CÂNTEC PENTRU PACE; CÂNTEC PENTRU COPII; TREPTELE ȚĂRII; POMIȘORUL; HORA MARE; ÎN VACANȚĂ; b). CORURI MIXTE CU ACOMPANIAMENT DE PIAN: MEREU ÎNAINTE; SLAVĂ ȚIE, ROMÂNIE; PARTID STEGAR; TINERI NI-S ANII; STUDENȚIE, STUDENȚIE; MÂNDRU SUNT DE TINE, BUCUREȘTI; COLIND PENTRU ȚARA MEA; POPORULUI SLAVĂ; c). CORURI MIXTE A CAPPELLA: SUITĂ PRAHOVEANĂ; HORĂ LA ROMÂNI; CÂNTEC DE LEAGĂN; CÂNTEC DE DOR; RIDICĂ-TE, NEGURIȚĂ!; DÂMBOVIȚĂ, APĂ DULCE, IN MEMORIAM; HETEROS – studiu coral heterofon); PESTE PLAIUL ROMÂNIEI, cor mixt, versuri de Viorel G. Cozma; RÂNDURI LA OASTE, cor mixt, versuri de Ion Socol
- Ultimele sale compoziții au fost: HETEROS (1989), poem coral heterofon, cor mixt (Electrecord, MUZICĂ CONTEMPORANĂ I – ELCD 131);OM DE GHEAȚĂ (1991) , cor mixt, versuri de Adrian Păunescu; GORUNUL (1992) , cor mixt, versuri de Lucian Blaga. După Viorel Cosma - Muzicieni români. Lexicon.